# 阿里·哈西夫
阿里·哈西夫（英語：Ali Khaseif Humad Khaseif Housani，阿拉伯语：‎，1987年6月9日—）是阿拉伯聯合酋長國的職業足球運動員，司職守門員，现效力于阿聯酋阿拉伯海灣聯賽球隊阿布扎比半岛。